# Khoya

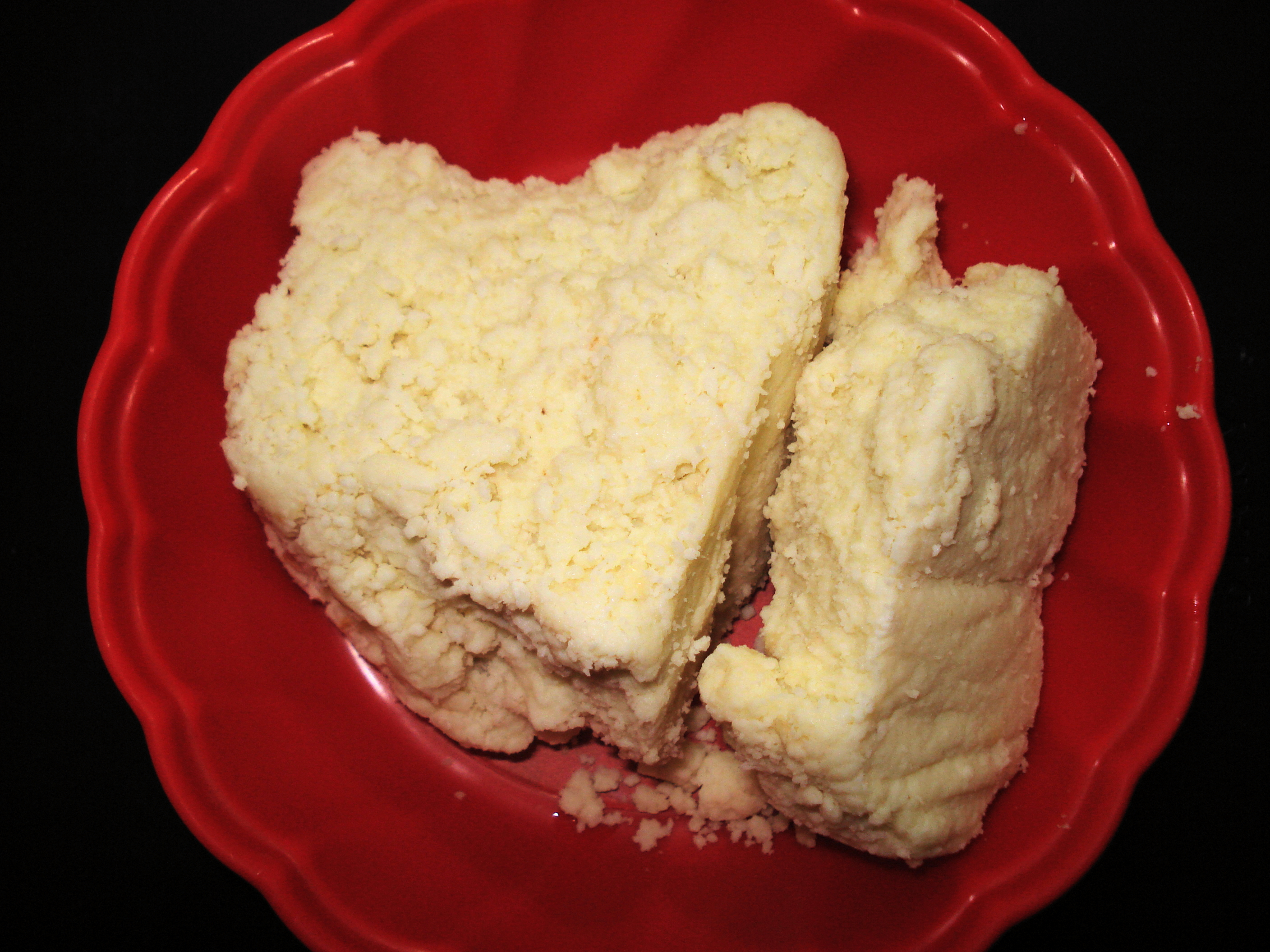
Una porción de khoya sobre un platito.

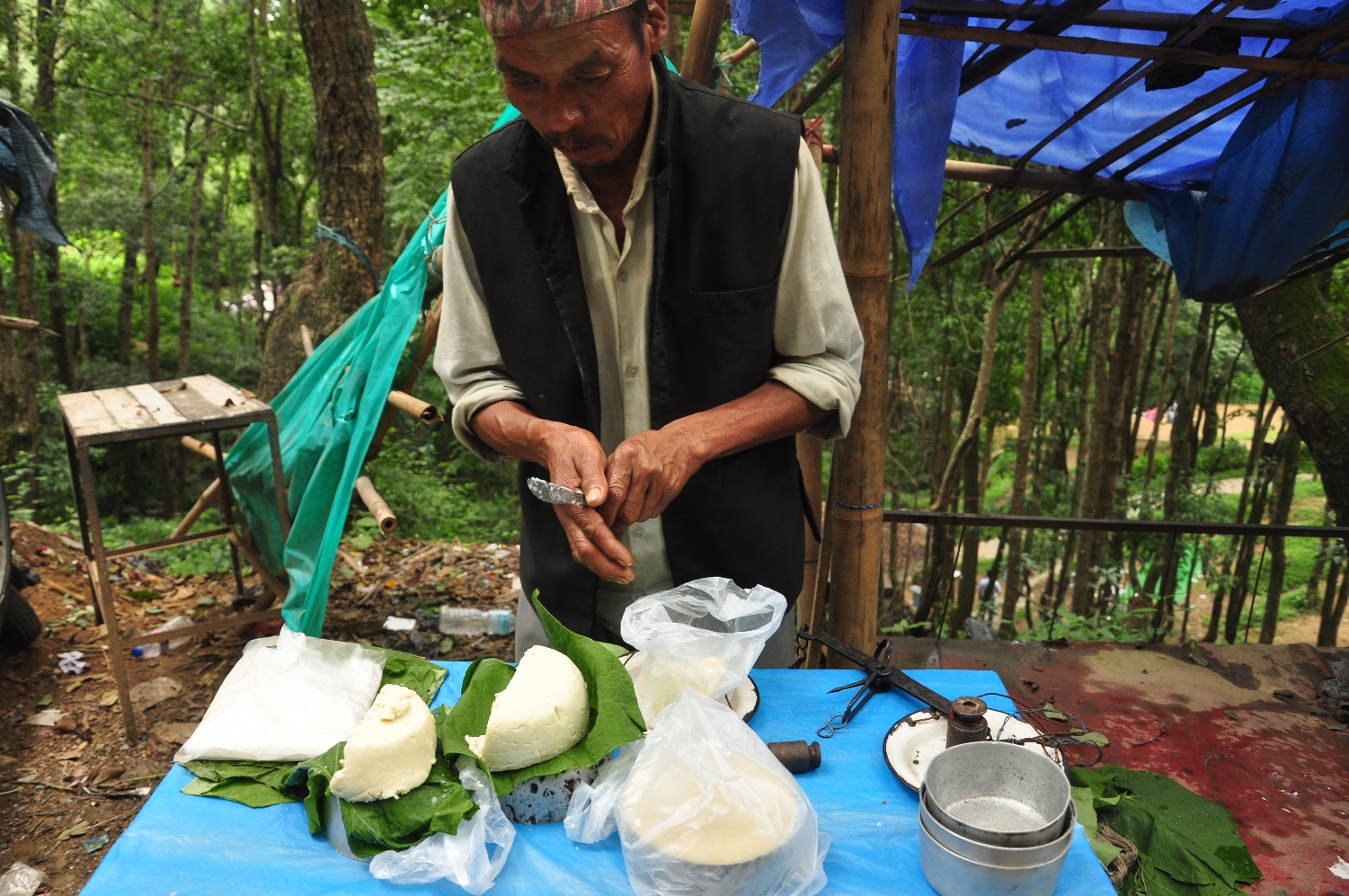
Un vendedor callejero en Katmandú vende un tipo de khuwa parecido al requesón.

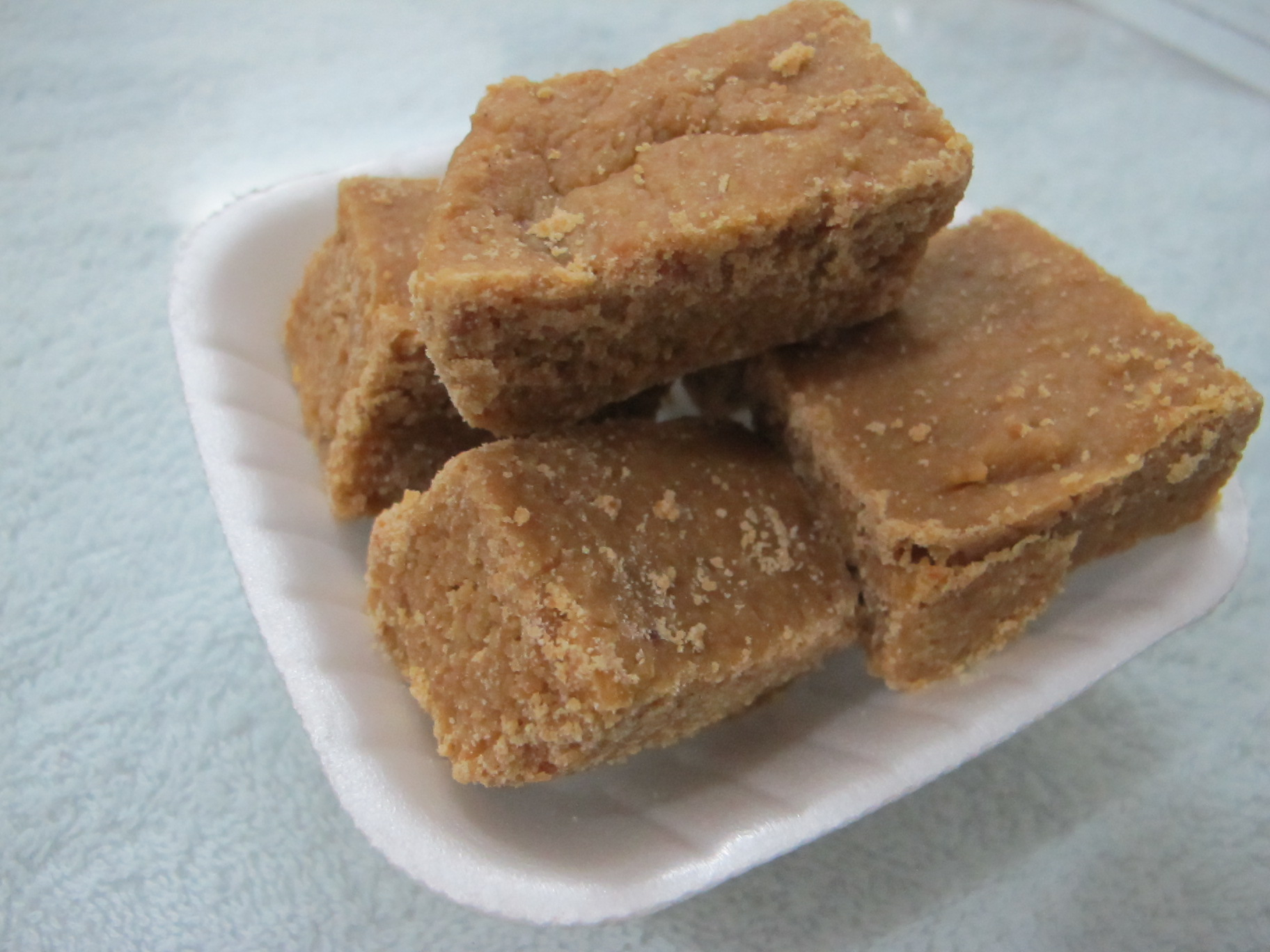
El dulcísimo barfi está basado en el khoa.

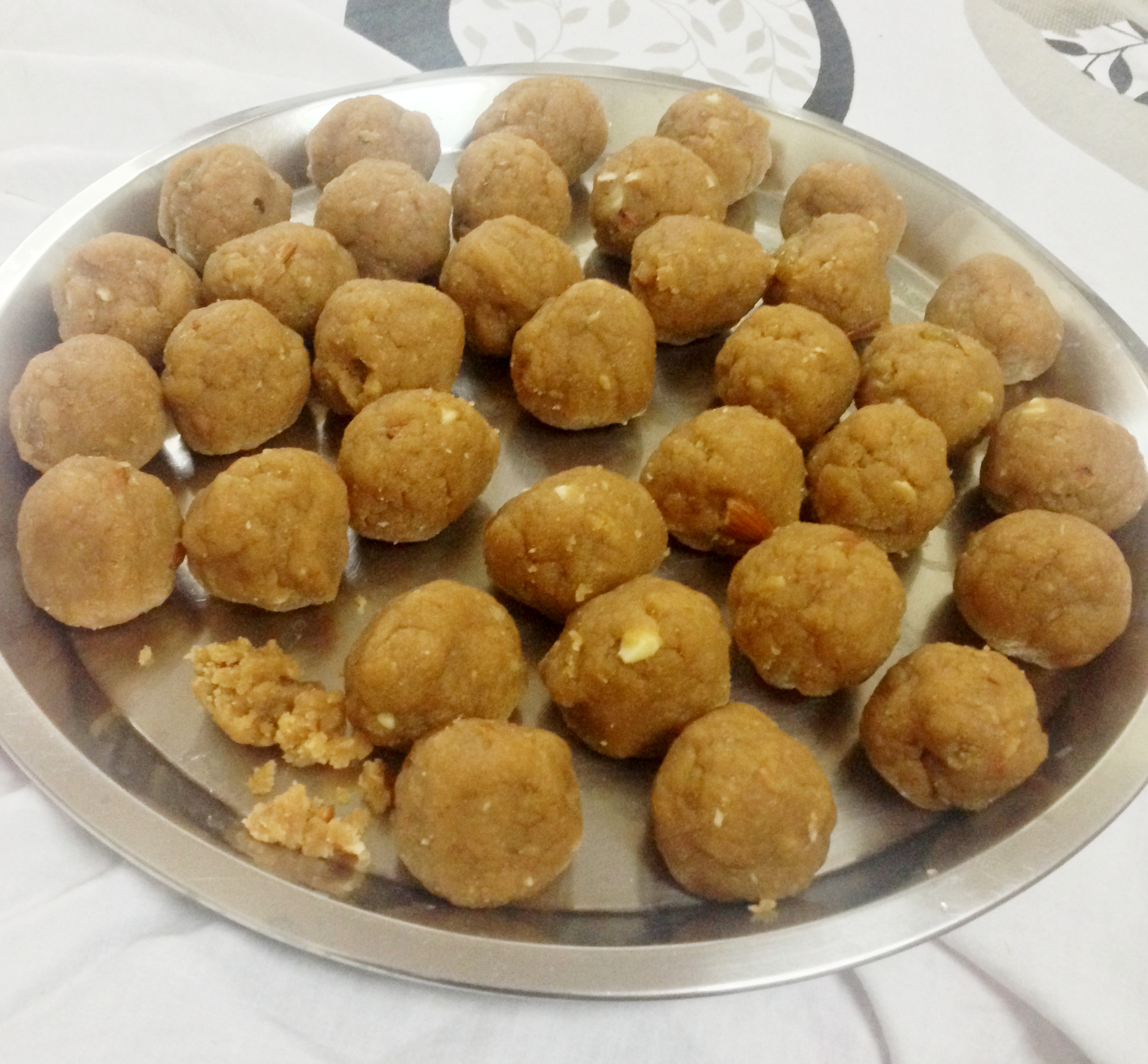
El pinni está hecho con atta (harina de trigo), khoya (leche espesada) y frutos secos

El khoya (también denominado khoa, khawa o mawa) es un producto lácteo elaborado al calentar leche en una sartén hasta que se condense por evaporación. En la producción de khoya es normal una concentración de leche de un quinto de su volumen inicial. El khoya se emplea como base de una amplia variedad de dulces en la cocina india (como por ejemplo el gulab-yamun).
Su producción tienen mucha tradición y su popularidad llega hasta el punto que anualmente en la India se suelen producir cerca de 600 000 toneladas para dar soporte al consumo que se hace de él. Tradicionalmente el khoya se elabora con leche de vaca, pero los musulmanes pueden prepararlo con leche de búfalo (Bubalus bubalis).

## Características
El khoya posee un color que va desde el blanco hasta el amarillo pálido. El khoya se prepara en invierno y se almacena para su consumo posterior en verano y puede adquirir en su superficie exterior un moho verdoso. Cuando se reserva el khoya se denomina hariyali (o khoa verde) y se emplea en la elaboración de los gulab-yamun.